# Paul McCartney: Many Years from Now
Paul McCartney: Many Years from Now è la biografia del musicista Paul McCartney scritta dall'inglese Barry Miles e pubblicata nel 1997.
Il titolo del libro è un verso della canzone When I'm Sixty-Four tratta dall'album Sgt. Pepper's Lonely Hearts Club Band.
Il libro è stato pubblicato da Secker and Warburg.